# Мирјана Бабић-Шуица
Мирјана Бабић-Шуица, (Земун, 11. јануар 1929. - 24. август 2018.) била је српска пијанисткиња и универзитетски професор.

## Образовање
Дипломирала је 1953. на Музичкој академији у Београду, у класи Мелите Лорковић. Усавршавала се у Швајцарској код Mарија Штајнера на курсу за модерну клавирску технику, као и на семинарима других угледних педагога.
Током 70-их и 80-их година приредила је многобројне реситале на фестивалима у СФРЈ: БEMУС, Музичко бијенале Загреб, Југословенска музичка трибина у Опатији. Гостовала је у више градова СССР током 1983. године. За потребе Радио-телевизије Београд (РТБ) остварила преко 300 минута трајних снимака, међу којима и оне са делима за клавир српских аутора Константина Бабића, Дејана Деспића, Енрика Јосифа и Душана Радића. За интерпретацију Хумористичних етида Д. Деспића добила је специјалну награду Југословенске радио-телевизије 1996. За наставника Факултета музичких уметности у Београду изабрана је 1976. године. 
Преко две деценије била је професор клавира у Музичкој школи „Мокрањац". Међу многобројним студентима који су прошли кроз њену педагошку радионицу, многи су добитници домаћих и међународних награда. 
Супруг јој је био композитор Константин Бабић. Заједно су сахрањени у Алеји заслужних грађана на Новом гробљу у Београду. 

## Награде
Добитница је неколико награда:
- Ордена рада са сребрним венцем (1975)
- Октобарске награде „Доситеј Обрадовић" (1991)
- Награде за животно дело „Златан беочуг" (1997)[1]